# 1104
El 1104 (MCIV) va ser un any de traspàs que començava en divendres del calendari julià.

## Esdeveniments
- Erupció del volcà Hekla a Islàndia.[1][2]

## Necrològiques
- Vall d'Aran, Pere I d'Aragó i Pamplona, rei d'Aragó i Pamplona (1094-1104), comte de Ribagorça i Sobrarb (1085-1104).[3]